# 라스트 맨: 지구를 마지막으로 본 남자
《라스트 맨: 지구를 마지막으로 본 남자》(영어: The Last Man)는 2018년에 개봉한 아르헨티나의 영화이다.

## 캐스팅
- 헤이든 크리스텐슨 - 커트 역
- 하비 케이틀 - 노이 역